# Cymbopetalum sanchezii
Cymbopetalum sanchezii är en kirimojaväxtart som beskrevs av Nancy A. Murray. Cymbopetalum sanchezii ingår i släktet Cymbopetalum, och familjen kirimojaväxter. Inga underarter finns listade i Catalogue of Life.